# Palacio Morandé Campino
El palacio Morandé Campino es un inmueble chileno, ubicado en la calle Dieciocho 146, comuna de Santiago, y es parte del llamado barrio Dieciocho. Perteneció a la familia Morandé Campino, de la alta sociedad de Santiago y actualmente es utilizada por la Universidad Tecnológica Metropolitana.

## Arquitectura
El palacio Morandé Campino fue construido en el año 1890, la construcción de este palacio no se le atribuye a ningún arquitecto.
La fachada del palacio se caracteriza por poseer una fachada bastante sencilla, la única muestra de elegancia es una estrella de mármol en el suelo del recibidor. Por el contrario, el interior del palacio se caracteriza por una elegancia única de la época, utilizando materiales de mucha calidad, brindando exclusividad y opulencia al palacio.
El palacio fue uno de los sitios más espléndidos del Santiago de la época.

## Historia
El inmueble fue mandado a construir por el matrimonio de Enrique Morandé y su cónyuge, Sara Campino, donde esperaraban criar a sus hijos. En 1914, el gobierno de Chile, pide la casa al diputado y a su señora, para poder hospedar al príncipe Heinrich de Prusia y su cónyuge la princesa Irene de Hessen-Darmstadt, nieta de la reina Victoria y prima de la desdichada última zarina.
Para la cama que utilizaría la princesa, le pidió prestado una colcha de encajes ingleses, que fue comprada en una exposición de artes y manufacturas en París, a la socialité Olga Lyon de Cousiño. Con la visita de los príncipes de Prusia, la casa de los Morandé Campino, se convirtió en una de las casas más célebres de la época, pero esta casa es más recordada por una fiesta que se celebró en el año 1914. 
Cuando comenzaba el invierno de 1914, Morandé comenzó a organizar un baile de sociedad, muy comunes en la época. Este era un baile era muy importante, ya que debutarían las más conocidas bellezas de la época: la señorita Morandé, Margot Mackenna, Rosa Pereira, Sara Izquierdo, Elena Fabres, María Cristina Balmaceda, Josefina Vial Freire, María Larraín y Adriana Larráin.
A pesar de que en los días anteriores al baile una fuerte tormenta sacudió Santiago, los preparativos continuaron en su mayor esplendor y las habitaciones seguían siendo preparadas lujosa y detalladamente. Con las horas, la lluvia se hizo cada vez más fuerte, hasta tal punto que el río Mapocho se desbordó en Vitacura, desparramándose sus aguas en el centro de Santiago. La Alameda quedó inundada y el agua ingresó por la calle Dieciocho, entrando e inundando el patio del palacio Morandé Campino, donde se encontraba una carpa donde estaba destinado el buffet caliente.
A pesar de ello, ordenó drenar el agua, a pesar de todas los pronósticos de que las fuertes lluvias continuarían. Al final puso a disposición de la gente los salones de la casa para realizar el debut de las señoritas. La fiesta continuó hasta el amanecer, mientras afuera un gran temporal azotaba Santiago y la calle Dieciocho se convertía en un río, gracias a las inundaciones. A pesar de las inundaciones, se dice que los invitados disfrutaron mucho del baile, aunque al retirarse del lugar, los hombres se mojaron completamente sus trajes de frac para ayudar a las señoras a cruzar la calle convertida en río. A pesar de ello, el baile fue considerado uno de los bailes más importantes de la época.
Actualmente está remodelada, pero sigue conservando su discreta elegancia. A pesar las remodelaciones, la casa aún conserva la galería de pavimento marmóreo que tan famosa la hizo, las arquerías clásicas, salones con parquet de gran diseño, chimeneas, y una espectacular sala iluminada por una claraboya con coloridos vitrales. El inmueble es utilizado por el centro educacional ICEL, sede Dieciocho, ofreciendo distintas clases formativas en áreas técnicas.

## Habitaciones
A pesar de que el inmueble fuera considerado más sobrio que las demás casas del barrio, se destacaba por su gran y sobria elegancia. Del interior se destaca un corredor con suelo de mármol, dándole una sofisticada elegancia. Además, este corredor tenía de grandes espejos en las paredes, que junto al impecable parqué, ayudaban a entregarle un toque más clásico y fino al palacio. El inmueble, además, poseía un gran salón de baile o salón principal, engalanado con una chimenea de también de mármol gris, rodeada de dos óleos de Pedro Subercaseaux. Este mismo salón está iluminado por una gran claraboya de vitrales que, además de ser uno de las decoraciones que entrega opulencia, da gran luminosidad al salón. 

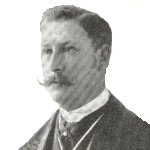
Enrique Morandé Vicuña.
No se conoce ni el año ni el fotógrafo.

## Familia Morandé Campino
Enrique Morandé, nació en 1871 fruto del matrimonio de Juan de Dios Morandé Portales y Dolores Vicuña Mackenna, hermana del historiador y político Benjamín Vicuña Mackenna. Realizó sus estudios primarios y secundarios en el Colegio San Ignacio. Continuó los superiores en el Instituto Agronómico de la Universidad de Chile.
En 1891, actuó en el Ejército con el grado de teniente, alférez de artillería, en el «bando congresista», con ocasión de la guerra civil contra el presidente José Manuel Balmaceda. Fue instructor de la Escuela Militar del Libertador Bernardo O'Higgins entre 1916 y 1920, y se retiró de la institución castrense como capitán, en 1923. Por otra parte, tuvo una carrera política, desempeñándose como regidor en La Florida y en Santiago, así como también fue el primer alcalde de la comuna de Melipilla.
Morandé Vicuña trabajó en el área agrícola, trabajando con la siembra de trigo y de lentejas, como también en plantaciones de manzanos para la exportación. También trabajó en el criadero de ganado fino Durham>

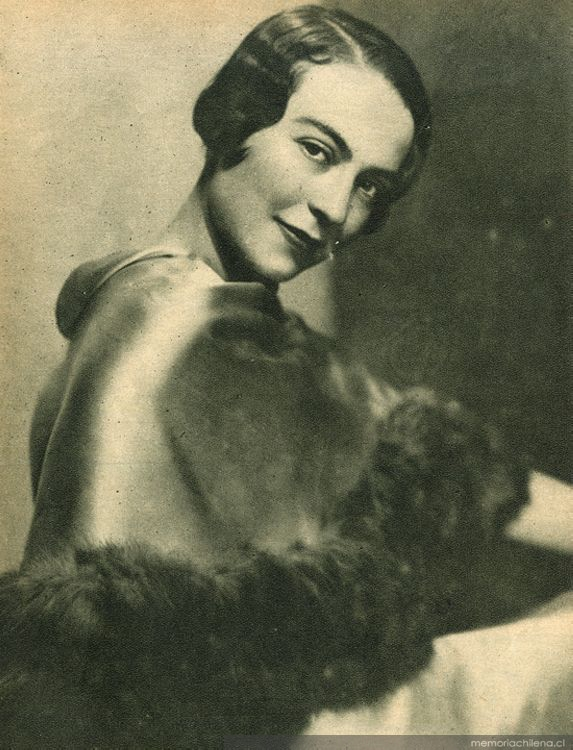
Retrato de Loreto Morandé Campino.
Tomado en 1934.
Fotógrafo: Jorge Opazo Galindo.

Fue elegido diputado por "La Victoria y Melipilla", período 1909-1912; fue segundo vicepresidente de la Cámara, 30 de abril al 15 de mayo de 1912. Integró la Comisión Permanente de Obras Públicas.
Entre otras actividades, fue consejero y vicepresidente del Banco Español; consejero de la Compañía Minera e Industrial de Chile; director de las Compañías Salitreras de Tocopilla; administrador del Hospicio de Santiago; expresidente de la Compañía de Seguros La Mapocho; presidente de la Compañía de Seguros La Territorial y vicepresidente del Consorcio Español de Seguros.
Miembro honorario del Cuerpo de Bomberos de Melipilla; miembro de la Junta Central de Beneficencia de Santiago.
Socio del Club de La Unión y de la Sociedad Nacional de Agricultura, SNA. Fue condecorado con la Gran Cruz Isabel la Católica, otorgada por el Gobierno de España.
Se tiene muy poca información sobre su matrimonio con Sara Campino Palma, y sobre ella misma. Se conoce que del matrimonio nacieron siete hijos: Sara, Rafael, Enrique, Blanca, Ricardo y Loreto, de quien existe una fotografía, y Carmen.